# Ejido Modelo
Ejido Modelo är en ort i Mexiko.   Den ligger i kommunen Casimiro Castillo och delstaten Jalisco, i den södra delen av landet, 600 km väster om huvudstaden Mexico City. Ejido Modelo ligger 282 meter över havet och antalet invånare är 147.
Terrängen runt Ejido Modelo är huvudsakligen kuperad, men norrut är den platt. Runt Ejido Modelo är det glesbefolkat, med 18 invånare per kvadratkilometer. Närmaste större samhälle är La Resolana, 11,2 km nordost om Ejido Modelo. I omgivningarna runt Ejido Modelo växer i huvudsak lövfällande lövskog.